# Olympische Jugend-Sommerspiele 2018/Teilnehmer (Antigua und Barbuda)
| Gelbes Symbol für Goldmedaillen mit stilisierten Olympischen Ringen | Graues Symbol für Silbermedaillen mit stilisierten Olympischen Ringen | Braundes Symbol für Bronzemedaillen mit stilisierten Olympischen Ringen |
| ------------------------------------------------------------------- | --------------------------------------------------------------------- | ----------------------------------------------------------------------- |
| —                                                                   | —                                                                     | —                                                                       |

Antigua und Barbuda nahm an den Olympischen Jugend-Sommerspielen 2018 in Buenos Aires mit fünf Athleten und (zwei Jungen, drei Mädchen) teil.

## Teilnehmer nach Sportarten

### Leichtathletik
Laufen und Gehen
| Athleten     | Wettbewerb | 1. Durchgang | 1. Durchgang | 2. Durchgang | 2. Durchgang | Gesamt  | Gesamt | Rang |
| Athleten     | Wettbewerb | Zeit         | Rang         | Zeit         | Rang         | Zeit    | Rang   | Rang |
| ------------ | ---------- | ------------ | ------------ | ------------ | ------------ | ------- | ------ | ---- |
| Mädchen      |            |              |              |              |              |         |        |      |
| Soniya Jones | 100 m      | 12,48 s      | 16           | 12,14 s      | 21           | 24,62 s | 19     | 19   |

Springen und Werfen
| Athleten      | Wettbewerb | 1. Durchgang | 1. Durchgang | 2. Durchgang | 2. Durchgang | Gesamt     | Gesamt | Rang |
| Athleten      | Wettbewerb | Weite/Höhe   | Rang         | Weite/Höhe   | Rang         | Weite/Höhe | Rang   | Rang |
| ------------- | ---------- | ------------ | ------------ | ------------ | ------------ | ---------- | ------ | ---- |
| Mädchen       |            |              |              |              |              |            |        |      |
| Dahlia Barnes | Weitsprung | 4,97 m       | 14           | 5,28 m       | 13           | 10,25 m    | 13     | 13   |

### Schwimmen
| Athleten         | Wettbewerb          | Vorlauf     | Vorlauf | Halbfinale    | Halbfinale    | Finale        | Finale        | Rang |
| Athleten         | Wettbewerb          | Zeit        | Rang    | Zeit          | Rang          | Zeit          | Rang          | Rang |
| ---------------- | ------------------- | ----------- | ------- | ------------- | ------------- | ------------- | ------------- | ---- |
| Jungen           |                     |             |         |               |               |               |               |      |
| Lleyton Martin   | 50 m Schmetterling  | 25,93 s     | 41      | ausgeschieden | ausgeschieden | ausgeschieden | ausgeschieden | 41   |
| Lleyton Martin   | 100 m Schmetterling | 59.32       | 42      | ausgeschieden | ausgeschieden | ausgeschieden | ausgeschieden | 42   |
| Mädchen          |                     |             |         |               |               |               |               |      |
| Samantha Roberts | 50 m Freistil       | 28,26 s     | 35      | ausgeschieden | ausgeschieden | ausgeschieden | ausgeschieden | 35   |
| Samantha Roberts | 100 m Freistil      | 1:01,91 min | 42      | ausgeschieden | ausgeschieden | ausgeschieden | ausgeschieden | 42   |

### Segeln
| Athleten    | Wettbewerb          | Rennen | Rennen | Rennen | Rennen | Rennen | Rennen | Rennen | Gesamt | Gesamt |
| Athleten    | Wettbewerb          | 1      | 2      | 3      | 4      | 5      | 6      | 7      | Punkte | Rang   |
| ----------- | ------------------- | ------ | ------ | ------ | ------ | ------ | ------ | ------ | ------ | ------ |
| Jungen      |                     |        |        |        |        |        |        |        |        |        |
| Tiger Tyson | IKA Twin Tip Racing | (9)    | 4      | 3      | 2      | (9)    | 6      | 7      | 7,00   | 7      |